# Neoclypeodytes nanus
Neoclypeodytes nanus là một loài bọ cánh cứng trong họ Bọ nước. Loài này được K.B.Miller miêu tả khoa học năm 2001.